# Pyrola monophylla
Pyrola monophylla là một loài thực vật có hoa trong họ Thạch nam. Loài này được Y.L. Chou & R.C. Zhou miêu tả khoa học đầu tiên năm 1981.